# 8900 AAVSO
8900 AAVSO è un asteroide della fascia principale. Scoperto nel 1995, presenta un'orbita caratterizzata da un semiasse maggiore pari a 2,5374192 UA e da un'eccentricità di 0,1442359, inclinata di 8,72916° rispetto all'eclittica.
L'asteroide è dedicato all'associazione astrofila statunitense, ora diffusa mondialmente, AAVSO, che si occupa dello studio delle stelle variabili.